# Wapen van Kosovo
Het wapen van Kosovo is het heraldische symbool dat gebruikt wordt door de Republiek Kosovo, een zelfverklaarde staat, met gedeeltelijke internationale erkenning.
Het wapen werd officieel aangenomen op 17 februari 2008, de dag dat de onafhankelijkheid werd uitgeroepen. Het toont een goudgele kaart van het gebied onder zes witte sterren op een blauw schild, gelijk aan het ontwerp van de vlag van Kosovo. De rand van het schild is goudkleurig.
Het blauw en geel in het wapen staat voor de toekomst van Kosovo, die in de Europese Unie moet liggen; blauw en geel zijn de kleuren van de EU-vlag. De zes witte sterren staan voor de zes grootste etnische groepen in Kosovo (Albanezen, Serviërs, Gorani, Bosniakken, Turken en Roma) en moeten samen het multi-etnische karakter van het land symboliseren.